# Ewa Malik
Ewa Danuta Malik (Sosnowiec; 11 de Janeiro de 1961 — ) é uma política da Polónia. Ela foi eleita para a Sejm em 25 de Setembro de 2005 com 16537 votos em 32 no distrito de Sosnowiec, candidata pelas listas do partido Prawo i Sprawiedliwość.